# Сеско (Арьеж)
Сеско́ (фр. Cescau) — коммуна во Франции, находится в регионе Окситания. Департамент коммуны — Арьеж. Входит в состав кантона Кастийон-ан-Кузеран. Округ коммуны — Сен-Жирон.
Код INSEE коммуны — 09095.

## Население
Население коммуны на 2008 год составляло 138 человек.
| 1962 | 1968 | 1975 | 1982 | 1990 | 1999 | 2008 |
| ---- | ---- | ---- | ---- | ---- | ---- | ---- |
| 109  | 117  | 100  | 106  | 90   | 105  | 138  |

## Экономика
В 2007 году среди 79 человек в трудоспособном возрасте (15—64 лет) 51 была экономически активными, 28 — неактивными (показатель активности — 64,6 %, в 1999 году было 59,3 %). Из 51 активных работали 48 человек (25 мужчин и 23 женщины), безработных было 3 (1 мужчина и 2 женщины). Среди 28 неактивных 6 человек были учениками или студентами, 10 — пенсионерами, 12 были неактивными по другим причинам.